# 安納波利斯 (密蘇里州)
安納波利斯（英語：Annapolis）是位於美國密蘇里州艾昂縣的城市。

## 人口
根據2020年美國人口普查的數據，安納波利斯的面積為1.00平方千米，當中陸地面積為0.97平方千米，而水域面積為0.03平方千米。當地共有人口250人，而人口密度為每平方千米250人。